# Wyciągi narciarskie na Kalatówkach

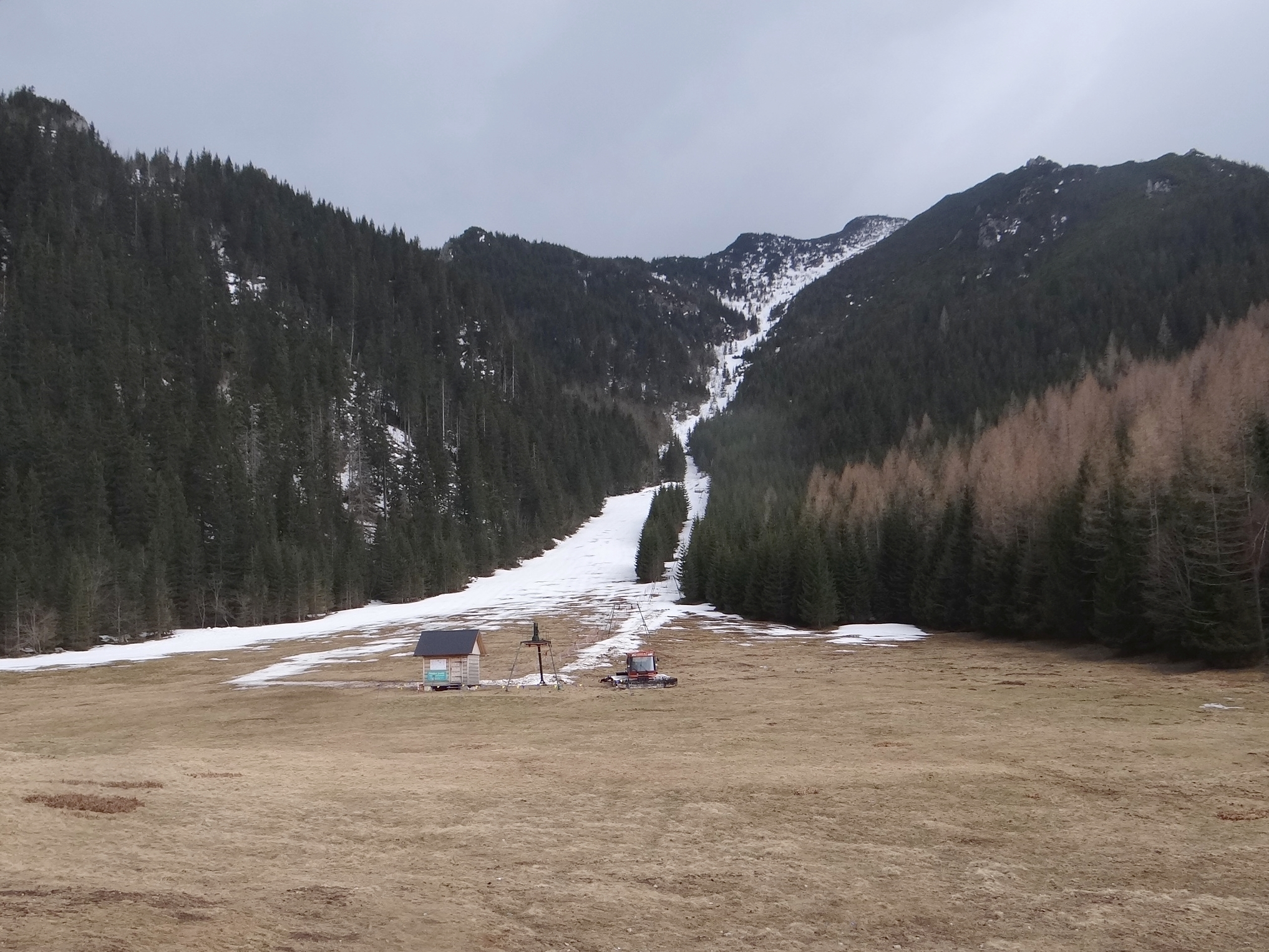

Wyciągi narciarskie Kalatówki – dwa wyciągi orczykowe na polanie Kalatówki w Zakopanem. Znajdują się na obszarze polskich Tatr w Dolinie Bystrej.
- Wyciąg w Kalackim Korycie
  - Długość trasy: 400 m
  - Różnica wysokości: 50 m
  - Zdolność przewozowa: 500 osób/h
  - Stopień trudności: trasa zjazdowa łatwa[2].

- Wyciąg na polanie Kalatówki
  - Długość trasy: 80 m
  - Stopień trudności: trasa zjazdowa bardzo łatwa[2].

Trasy zjazdowe utrzymywane są ratrakiem. Przy wyciągach działa szkółka narciarska. Wypożyczalnia sprzętu znajduje się w hotelu górskim PTTK Kalatówki znajdującym się też na polanie Kalatówki. W hotelu znajduje się również restauracja i dwie kawiarnie. Drugi, mniejszy wyciąg na polanie Kalatówki przeznaczony jest głównie dla uczących się jazdy na nartach i dla dzieci. Dojście z Kuźnic pieszo Drogą Brata Alberta (zamknięta dla pojazdów samochodowych).

## Przypisy

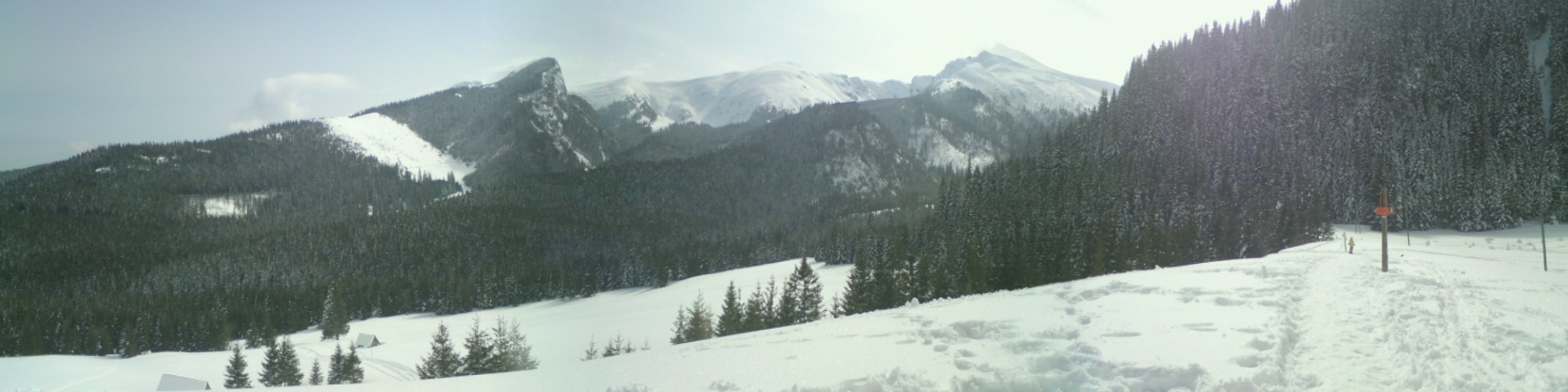
Panorama z polany Kalatówki